# Р. Жискар Ривентлов
Р. Жискар Ревентлов (англ. R. Giskard Reventlov) — вымышленный робот, персонаж романов «Роботы Утренней Зари» и «Роботы и Империя» Айзека Азимова.

## История
Робот, названный Жискаром Ривентловом, был создан на планете космонитов Аврора доктором Хэном Фастольфом как обычный домашний робот и передан им дочери Василии. Василия, с детства склонная к занятиям роботехникой, экспериментировала с его позитронным мозгом, в результате чего, по всей видимости случайно, Жискар обрёл способность читать мысли людей, а также управлять действиями людей и роботов. Прецедент случайного создания робота-телепата, описанный в рассказе «Лжец», в описываемый период считался недостоверной легендой.
Р. Жискар Ривентлов держал эту способность в тайне от всех окружающих, так как считал, что она позволяет ему более эффективно выполнять требования Первого и Второго законов, в то же время справедливо полагая, что космониты не потерпят рядом с собой робота, способного ими управлять. Сама способность оказывать влияние на людей была сильно ограничена требованиями Первого закона, поэтому Жискар лишь слегка усиливал или тормозил собственные устремления человека; более активное воздействие было недопустимо, так как могло вызвать психическое расстройство.
Узнав, что доктор Келдин Амадейро втайне изучает человекподобного робота Р. Джандера Пэнела с целью причинить вред его создателю Хэну Фастольфу, Жискар вывел Джандера из строя. В последовавшем расследовании Жискар оказывал помощь детективу Элайджу Бейли и его напарнику, человекоподобному роботу Р. Дэниелу Оливо. Хотя в итоге виновным был признан Амадейро, Бейли догадался об истинной роли Жискара и его способностях, но никогда об этом не рассказывал.
В последние годы жизни Фастольфа и после его смерти Жискар скрытно тормозил космонитскую программу освоения новых планет, считая цивилизацию космонитов бесперспективной и загнивающей; в то же время, посетив Землю вместе с Фастольфом, он усилил возникшее у землян стремление к экспансии. По завещанию Фастольфа, Р. Дэниел Оливо и Р. Жискар Ривентлов перешли в собственность Глэдии Дельмар. Через 160 лет они совершили путешествие на Солярию, Бейли-Мир и Землю, в ходе которого два робота смогли изучить жизнь человечества и сформулировали Нулевой закон роботехники. 
Однако мозг Жискара не обладал достаточной гибкостью, чтобы начать применять новый закон на практике. В результате его мозг оказался необратимо повреждён. Непосредственно перед выходом из строя Жискар успел перепрограммировать мозг Дэниела, передав ему свои способности и внедрив Нулевой закон.